# Categoría Primera A 2010
Categoría Primera A 2010 var den högsta divisionen i fotboll i Colombia för säsongen 2010. Divisionen består av två mästerskap - Torneo Apertura och Torneo Finalización - som korar två separata mästare. Divisionen kvalificerar även lag till Copa Sudamericana 2011 och Copa Libertadores 2011.

## Torneo Apertura
| Nr | Lag                    | S  | V  | O | F  | GM | IM | MS  | P  |
| -- | ---------------------- | -- | -- | - | -- | -- | -- | --- | -- |
| 1  | Deportes Tolima        | 18 | 10 | 4 | 4  | 36 | 22 | +14 | 34 |
| 2  | Independiente Medellín | 18 | 9  | 6 | 3  | 29 | 17 | +12 | 33 |
| 3  | Junior                 | 18 | 9  | 5 | 4  | 28 | 17 | +11 | 32 |
| 4  | La Equidad             | 18 | 9  | 4 | 5  | 29 | 25 | +4  | 31 |
| 5  | Deportivo Cali         | 18 | 9  | 3 | 6  | 28 | 20 | +8  | 30 |
| 6  | Santa Fe               | 18 | 9  | 3 | 6  | 25 | 23 | +2  | 30 |
| 7  | Boyacá Chicó           | 18 | 8  | 5 | 5  | 25 | 24 | +1  | 29 |
| 8  | Atlético Nacional      | 18 | 9  | 1 | 8  | 28 | 24 | +4  | 28 |
| 9  | Real Cartagena         | 18 | 8  | 4 | 6  | 24 | 26 | −2  | 28 |
| 10 | Once Caldas            | 18 | 7  | 4 | 7  | 32 | 28 | +4  | 25 |
| 11 | Atlético Huila         | 18 | 6  | 6 | 6  | 30 | 26 | +4  | 24 |
| 12 | Envigado FC            | 18 | 6  | 5 | 7  | 23 | 30 | −7  | 23 |
| 13 | Cúcuta Deportivo       | 18 | 5  | 5 | 8  | 14 | 21 | −7  | 20 |
| 14 | Millonarios            | 18 | 5  | 4 | 9  | 22 | 29 | −7  | 19 |
| 15 | Deportivo Pereira      | 18 | 4  | 6 | 8  | 23 | 28 | −5  | 18 |
| 16 | América de Cali        | 18 | 4  | 4 | 10 | 18 | 28 | −10 | 16 |
| 17 | Cortuluá               | 18 | 4  | 3 | 11 | 19 | 32 | −13 | 15 |
| 18 | Deportes Quindío       | 18 | 4  | 2 | 12 | 9  | 22 | −13 | 14 |

Färgkoder:
     – Kvalificerade för semifinaler.

### Slutspel

#### Semifinal
| Lag 1          | Resultat | Lag 2                  | 1:a matchen | 2:a matchen | Straffar |
| -------------- | -------- | ---------------------- | ----------- | ----------- | -------- |
| La Equidad (s) | 3–3      | Deportes Tolima        | 2–2         | 1–1         | 3–1      |
| Junior         | 3–2      | Independiente Medellín | 3–1         | 0–1         | —        |

#### Final
| Lag 1      | Resultat | Lag 2  | 1:a matchen | 2:a matchen | Straffar |
| ---------- | -------- | ------ | ----------- | ----------- | -------- |
| La Equidad | 2–3      | Junior | 1–0         | 1–3         | —        |

## Torneo Finalización
| Nr | Lag                    | S  | V  | O  | F  | GM | IM | MS  | P  |
| -- | ---------------------- | -- | -- | -- | -- | -- | -- | --- | -- |
| 1  | Deportes Tolima        | 18 | 11 | 3  | 4  | 35 | 15 | +20 | 36 |
| 2  | Once Caldas            | 18 | 11 | 3  | 4  | 34 | 26 | +8  | 36 |
| 3  | Santa Fe               | 18 | 10 | 5  | 3  | 26 | 13 | +13 | 35 |
| 4  | Atlético Nacional      | 18 | 10 | 3  | 5  | 25 | 23 | +2  | 33 |
| 5  | Deportes Quindío       | 18 | 9  | 4  | 5  | 25 | 20 | +5  | 31 |
| 6  | Atlético Huila         | 18 | 8  | 6  | 4  | 28 | 24 | +4  | 30 |
| 7  | Cúcuta Deportivo       | 18 | 8  | 4  | 6  | 23 | 18 | +5  | 28 |
| 8  | La Equidad             | 18 | 8  | 4  | 6  | 23 | 23 | 0   | 28 |
| 9  | Deportivo Cali         | 18 | 6  | 8  | 4  | 31 | 23 | +8  | 26 |
| 10 | América de Cali        | 18 | 7  | 4  | 7  | 25 | 23 | +2  | 25 |
| 11 | Independiente Medellín | 18 | 5  | 9  | 4  | 22 | 22 | 0   | 24 |
| 12 | Millonarios            | 18 | 6  | 4  | 8  | 25 | 25 | 0   | 22 |
| 13 | Boyacá Chicó           | 18 | 5  | 6  | 7  | 16 | 26 | −10 | 21 |
| 14 | Junior                 | 18 | 2  | 10 | 6  | 21 | 28 | −7  | 16 |
| 15 | Real Cartagena         | 18 | 3  | 6  | 9  | 17 | 28 | −11 | 15 |
| 16 | Cortuluá               | 18 | 3  | 4  | 11 | 14 | 30 | −16 | 13 |
| 17 | Deportivo Pereira      | 18 | 0  | 9  | 9  | 12 | 22 | −10 | 9  |
| 18 | Envigado FC            | 18 | 1  | 6  | 11 | 19 | 32 | −13 | 9  |

Färgkoder:
     – Kvalificerade för slutspel.

### Slutspel

#### Grupp A
| Nr | Lag             | S | V | O | F | GM | IM | MS | P  |
| -- | --------------- | - | - | - | - | -- | -- | -- | -- |
| 1  | Deportes Tolima | 6 | 3 | 2 | 1 | 11 | 9  | +2 | 11 |
| 2  | Santa Fe        | 6 | 3 | 1 | 2 | 8  | 6  | +2 | 10 |
| 3  | Atlético Huila  | 6 | 2 | 1 | 3 | 9  | 10 | −1 | 7  |
| 4  | La Equidad      | 6 | 1 | 2 | 3 | 4  | 7  | −3 | 5  |

Färgkoder:
     – Kvalificerade för final.

#### Grupp B
| Nr | Lag               | S | V | O | F | GM | IM | MS | P  |
| -- | ----------------- | - | - | - | - | -- | -- | -- | -- |
| 1  | Once Caldas       | 6 | 4 | 1 | 1 | 14 | 7  | +7 | 13 |
| 2  | Cúcuta Deportivo  | 6 | 2 | 3 | 1 | 7  | 6  | +1 | 9  |
| 3  | Deportes Quindío  | 6 | 2 | 0 | 4 | 7  | 12 | −5 | 6  |
| 4  | Atlético Nacional | 6 | 1 | 2 | 3 | 9  | 12 | −3 | 5  |

Färgkoder:
     – Kvalificerade för final.

### Final
| Lag 1           | Resultat | Lag 2       | 1:a matchen | 2:a matchen | Straffar |
| --------------- | -------- | ----------- | ----------- | ----------- | -------- |
| Deportes Tolima | 3–4      | Once Caldas | 2–1         | 1–3         | —        |

## Sammanlagd tabell
De två mästarna kvalificerade sig automatiskt till Copa Libertadores 2011. Utöver det kvalificerar sig det bäst placerade laget i den sammanlagda tabellen till Copa Libertadores 2011. Vinnaren av Copa Colombia 2010 kvalificerade sig till Copa Sudamericana 2011, tillsammans med de bäst placerade i den sammanlagda tabellen (och som inte tidigare kvalificerat sig till någon turnering). I tabellen räknas in eventuella slutspelsmatcher.
| Nr | Lag                    | S  | V  | O  | F  | GM | IM | MS  | P  |
| -- | ---------------------- | -- | -- | -- | -- | -- | -- | --- | -- |
| 1  | Deportes Tolima        | 46 | 25 | 11 | 10 | 88 | 52 | +36 | 86 |
| 2  | Once Caldas            | 44 | 23 | 8  | 13 | 84 | 64 | +20 | 77 |
| 3  | Santa Fe               | 42 | 22 | 9  | 11 | 59 | 42 | +17 | 75 |
| 4  | La Equidad             | 46 | 19 | 12 | 15 | 61 | 60 | +1  | 69 |
| 5  | Atlético Nacional      | 42 | 19 | 6  | 17 | 61 | 60 | +1  | 63 |
| 6  | Atlético Huila         | 42 | 16 | 13 | 13 | 67 | 60 | +7  | 61 |
| 7  | Independiente Medellín | 38 | 15 | 15 | 8  | 53 | 42 | +11 | 60 |
| 8  | Cúcuta Deportivo       | 42 | 15 | 12 | 15 | 45 | 45 | 0   | 57 |
| 9  | Deportivo Cali         | 36 | 15 | 11 | 10 | 59 | 43 | +16 | 56 |
| 10 | Junior                 | 40 | 13 | 15 | 12 | 52 | 48 | +4  | 54 |
| 11 | Deportes Quindío       | 42 | 15 | 6  | 21 | 41 | 54 | −13 | 51 |
| 12 | Boyacá Chicó           | 36 | 13 | 11 | 12 | 41 | 50 | −9  | 50 |
| 13 | Real Cartagena         | 36 | 11 | 10 | 15 | 41 | 55 | −14 | 43 |
| 14 | Millonarios            | 36 | 11 | 8  | 17 | 47 | 54 | −7  | 41 |
| 15 | América de Cali        | 36 | 11 | 8  | 17 | 43 | 51 | −8  | 41 |
| 16 | Envigado FC            | 36 | 7  | 11 | 18 | 42 | 62 | −20 | 32 |
| 17 | Cortuluá               | 36 | 7  | 7  | 22 | 33 | 62 | −29 | 28 |
| 18 | Deportivo Pereira      | 36 | 4  | 15 | 17 | 35 | 50 | −15 | 27 |

Färgkoder:
     – Kvalificerade för Copa Libertadores 2011.

     – Kvalificerade för Copa Sudamericana 2011.

## Nedflyttningstabell
|  |     | Lag               | Genomsnittspoäng | Spelade matcher | Totalpoäng |
|  | --- | ----------------- | ---------------- | --------------- | ---------- |
|  | 14. | América de Cali   | 1,231            | 108             | 133        |
|  | 15. | Real Cartagena    | 1,231            | 108             | 133        |
|  | 16. | Deportivo Pereira | 1,185            | 108             | 128        |
|  | 17. | Envigado FC       | 1,139            | 108             | 123        |
|  | 18. | Cortuluá          | 1,093            | 108             | 118        |

Färgkoder:
     – Till nedflyttningskval.

     – Nedflyttade.

## Nedflyttningskval
| Lag 1           | Resultat | Lag 2       | 1:a matchen | 2:a matchen | Straffar |
| --------------- | -------- | ----------- | ----------- | ----------- | -------- |
| Deportivo Pasto | 0–3      | Envigado FC | 0–1         | 0–2         | —        |